# تاکستان صدرآباد
تاکستان صدرآباد، روستایی از توابع بخش زرقان شهرستان شیراز در استان فارس ایران است.

## جمعیت
این روستا در دهستان زرقان قرار دارد و براساس سرشماری مرکز آمار ایران در سال ۱۳۸۵، جمعیت آن ۱۲۸ نفر (۳۲خانوار) بوده‌است.